# Aechmea maculata
Espèce
Classification phylogénétique
Synonymes
- Macrochordion maculata (L.B.Sm.) L.B.Sm. & W.J.Kress

Aechmea maculata est une espèce de plantes à fleurs de la famille des Bromeliaceae, endémique du Brésil.

## Synonymes
- Macrochordion maculata (L.B.Sm.) L.B.Sm. & W.J.Kress[1].

## Distribution
L'espèce est endémique de l'État du Minas Gerais au Brésil.

## Description
L'espèce est épiphyte.